# Miami nemzetközi repülőtér
A Miami nemzetközi repülőtér (IATA: MIA, ICAO: KMIA) az Amerikai Egyesült Államok egyik legjelentősebb nemzetközi repülőtere. Florida állam legnagyobb városában, Miamiban található. Éves utasforgalma 50 684 396 fő (2022).
Teherforgalma alapján 2023-ban a világ 7. legnagyobb teherforgalmú repülőtere volt.

## Légitársaságok és úticélok
2023-ban a Miami nemzetközi repülőtérről az alábbi járatok indulnak:

### Személy
| Légitársaság                  | Célállomások | Refs   |
| ----------------------------- | --- | ------ |
| Aer Lingus                    | Szezonális: Dublin | [ 2 ]  |
| Aerolíneas Argentinas         | Buenos Aires–Ezeiza | [ 3 ]  |
| Aeroméxico                    | Mexico City | [ 4 ]  |
| Air Canada                    | Montréal–Trudeau, Toronto–Pearson, Vancouver | [ 5 ]  |
| Air Europa                    | Madrid | [ 6 ]  |
| Air France                    | Párizs-Charles de Gaulle repülőtér, Pointe-à-Pitre | [ 7 ]  |
| Air Transat                   | Montréal–Trudeau | [ 8 ]  |
| Alaska Airlines               | Portland (OR) (2023. november 17), Seattle/Tacoma | [ 10 ] |
| American Airlines             | Antigua, Aruba, Atlanta, Austin, Baltimore, Barbados, Barcelona, Barranquilla, Belize City, Bogotá, Bonaire, Boston, Buenos Aires–Ezeiza, Cali, Camagüey, Cancún, Cartagena, Charlotte, Chicago–O'Hare, Cleveland, Cozumel, Curaçao, Dallas/Fort Worth, Denver, Detroit, Georgetown–Cheddi Jagan, Grand Cayman, Grenada, Guatemala City, Guayaquil, Hartford, Havana, Holguín, Houston–Intercontinental, Indianapolis, Jacksonville (FL), Kansas City, Kingston–Norman Manley, Las Vegas, Liberia (CR), Lima, London–Heathrow, Los Angeles, Madrid, Managua, Medellín–JMC, Memphis, Mérida, Mexico City, Minneapolis/St. Paul, Montego Bay, Montréal–Trudeau, Nashville, Nassau, Newark, New Orleans, New York–JFK, New York–LaGuardia, Norfolk, Orange County (2024. január 8.), Orlando, Panama City–Tocumen, Pereira, Philadelphia, Phoenix–Sky Harbor, Port-au-Prince, Port of Spain, Portland (OR) ( November 5, 2023), Providenciales, Puerto Plata, Punta Cana, Quito, Raleigh/Durham, Richmond, Rio de Janeiro–Galeão, Roatán, Sacramento ( December 20, 2023), St. Croix, St. Kitts, St. Louis, St. Lucia–Hewanorra, St. Maarten, St. Thomas, St. Vincent–Argyle, San Antonio, San Diego, San Francisco, San José (CR), San Juan, San Pedro Sula, San Salvador, Santa Clara, Santiago de Chile, Santiago de Cuba, Santiago de los Caballeros, Santo Domingo–Las Américas, São Paulo–Guarulhos, Seattle/Tacoma, Tampa, Tegucigalpa/Comayagua, Toronto–Pearson, Varadero, Washington–National Szezonális: Bermuda, Charleston (SC), Cincinnati, Eagle/Vail, Louisville, Montevideo, Omaha, Párizs-Charles de Gaulle repülőtér, Salt Lake City | [ 14 ] |
| American Eagle                | Anguilla, Asheville, Atlanta, Austin, Birmingham (AL), Charleston (SC), Chattanooga, Cincinnati, Cleveland, Columbus–Glenn, Dominica–Douglas-Charles, Fayetteville/Bentonville, Fort-de-France, Freeport, Gainesville, George Town, Governor’s Harbour ( February 3, 2024), Greensboro, Greenville/Spartanburg, Houston–Intercontinental, Indianapolis, Jacksonville (FL), Key West, Knoxville, Louisville, Marsh Harbour, Memphis, Milwaukee ( November 4, 2023), Monterrey, Nashville, Nassau, New Orleans, North Eleuthera, Oklahoma City, Pensacola, Pittsburgh, Pointe-à-Pitre, Raleigh/Durham, Rochester (NY), Savannah, Tallahassee, Tulsa Szezonális: Albany, Baltimore, Buffalo ( 2023. november 11.), Cedar Rapids/Iowa City ( 2023. november 11.), Columbia (SC), Des Moines, Grand Rapids, Kansas City, Lexington ( 2023. november 11.), Little Rock, Madison, Norfolk, Portland (ME), Syracuse, Tampa, Tortola, White Plains, Wichita ( 2023. november 11.), Wilmington (NC) ( 2023. november 11.) | [ 14 ] |
| Aruba Airlines                | Havana, Holguín |        |
| Avianca                       | Barranquilla, Bogotá, Cali, Cartagena, Medellín–JMC | [ 16 ] |
| Avianca El Salvador           | Managua, San Salvador | [ 16 ] |
| Bahamasair                    | Nassau, San Salvador (Bahamas) | [ 17 ] |
| Boliviana de Aviación         | Santa Cruz de la Sierra–Viru Viru | [ 18 ] |
| British Airways               | London–Heathrow | [ 19 ] |
| Caribbean Airlines            | Port of Spain | [ 20 ] |
| Cayman Airways                | Cayman Brac, Grand Cayman | [ 21 ] |
| Condor                        | Szezonális: Frankfurt ( May 18, 2024) | [ 23 ] |
| Copa Airlines                 | Panama City–Tocumen | [ 24 ] |
| Delta Air Lines               | Atlanta, Boston, Detroit, Havana, Los Angeles, Minneapolis/St. Paul, Nassau ( November 5, 2023), New York–JFK, New York–LaGuardia, Orlando, Raleigh/Durham, Salt Lake City, Washington–National | [ 26 ] |
| Eastern Airlines              | Santo Domingo–Las Américas | [ 27 ] |
| El Al                         | Tel-Aviv | [ 28 ] |
| Emirates                      | Dubai–International | [ 29 ] |
| Finnair                       | Szezonális: Helsinki | [ 30 ] |
| French Bee                    | Párizs–Orly | [ 31 ] |
| Frontier Airlines             | Atlanta, Baltimore, Cancún, Chicago–Midway, Cincinnati, Dallas/Fort Worth, Denver, Guatemala City, Montego Bay, Philadelphia, San José (CR), San Juan Szezonális: Cleveland, Santo Domingo–Las Américas (both begin November 16, 2023) | [ 33 ] |
| Gol Transportes Aéreos        | Brasília, Fortaleza Szezonális: Manaus | [ 34 ] |
| Iberia                        | Madrid | [ 35 ] |
| ITA Airways                   | Róma–Fiumicino | [ 36 ] |
| JetBlue                       | Boston, Los Angeles, Newark, New York–JFK Szezonális: Hartford | [ 37 ] |
| KLM                           | Szezonális: Amszterdam | [ 38 ] |
| LATAM Brasil                  | Fortaleza, São Paulo–Guarulhos | [ 39 ] |
| LATAM Chile                   | Bogotá, Punta Cana, Santiago de Chile | [ 39 ] |
| LATAM Colombia                | Bogotá, Medellín–JMC (2023. október 29.) | [ 39 ] |
| LATAM Ecuador                 | Quito | [ 39 ] |
| LATAM Perú                    | Lima | [ 39 ] |
| Level                         | Barcelona (2024. március 31.) | [ 42 ] |
| LOT                           | Varsó–Chopin | [ 43 ] |
| Lufthansa                     | Frankfurt Szezonális: München | [ 44 ] |
| Norse Atlantic Airways        | Berlin ( 2023. december 14.), London–Gatwick, Oslo, Párizs-Charles de Gaulle repülőtér ( December 11, 2023) | [ 46 ] |
| Porter Airlines               | Toronto–Pearson ( 2023. december 12.) | [ 48 ] |
| Qatar Airways                 | Doha | [ 49 ] |
| RED Air                       | La Romana | [ 50 ] |
| Royal Air Maroc               | Casablanca | [ 51 ] |
| Scandinavian Airlines         | Szezonális: Koppenhága, Stockholm–Arlanda | [ 52 ] |
| Sky Airline Peru              | Lima | [ 53 ] |
| Sky High                      | Punta Cana, Santiago de los Caballeros, Santo Domingo–Las Américas | [ 55 ] |
| Southwest Airlines            | Atlanta, Austin, Baltimore, Chicago–Midway, Dallas–Love, Denver, Houston–Hobby, Nashville, New Orleans, St. Louis | [ 56 ] |
| Spirit Airlines               | Atlanta, Baltimore, Boston, Charlotte, Chicago–O'Hare, Cleveland, Dallas/Fort Worth, Denver, Detroit, Houston–Intercontinental, Las Vegas, Nashville, Newark, New Orleans, New York–LaGuardia, Philadelphia, Pittsburgh ( 2023. november 15.), San Juan | [ 59 ] |
| Sun Country Airlines          | Szezonális: Minneapolis/St. Paul | [ 60 ] |
| Surinam Airways               | Georgetown–Cheddi Jagan, Paramaribo | [ 61 ] |
| Swiss International Air Lines | Zürich | [ 62 ] |
| TAP Air Portugal              | Lisszabon | [ 63 ] |
| Turkish Airlines              | Isztambul | [ 64 ] |
| United Airlines               | Chicago–O'Hare, Denver, Houston–Intercontinental, Newark, San Francisco, Washington–Dulles | [ 65 ] |
| Virgin Atlantic               | London–Heathrow | [ 66 ] |
| Viva Aerobus                  | Mérida (2024. július 2.), Monterrey (resumes July 24, 2024) | [ 68 ] |
| Volaris                       | Guadalajara, Mexico City | [ 69 ] |
| Volaris El Salvador           | San Pedro Sula, San Salvador | [ 70 ] |

### Cargo
| Légitársaság                    | Célállomások | Refs   |
| ------------------------------- | --- | ------ |
| 21 Air                          | Bogotá, Panama City-Tocumen |        |
| Air ACT                         | Isztambul, New York-JFK |        |
| ABX Air                         | Bogotá, Cincinnati, Georgetown, Panama City, Port of Spain | [ 71 ] |
| AeroUnion                       | Bogotá, Guatemala City, Medellín–JMC,Mérida, Mexico City, Mexico City-AIFA, San José (CR) | [ 72 ] |
| Air Canada Cargo                | Atlanta, Bogotá, Lima, Quito, Toronto-Pearson |        |
| Amazon Air                      | Baltimore, Chicago/Rockford, Cincinnati, Fort Worth/Alliance, Houston–Intercontinental, Ontario |        |
| Ameriflight                     | Cancún, Key West, Mérida |        |
| Amerijet International          | Antigua, Aruba, Barbados, Brüsszel, Belize City, Cancún, Curaçao, El Paso, Fort-de-France, Georgetown–Cheddi Jagan, Grenada, Kingston–Norman Manley, Managua, Medellín–JMC, Mexico City, Mexico City-AIFA, Mérida, Ontario (CA), Panama City-Tocumen, Paramaribo, Port-au-Prince, Port of Spain, St. Kitts, St. Lucia-Hewanorra, St. Vincent-Argyle, San Juan, San Pedro Sula, San Salvador, Santiago de los Caballeros, Santo Domingo–Las Américas, Sint Maarten, Toledo Szezonális: Memphis | [ 72 ] |
| Atlas Air                       | Amszterdam, Anchorage, Bogotá, Buenos Aires–Ezeiza, Campinas, Manaus, Memphis, Mexico City, Mexico City-AIFA, New York–JFK, Quito, Santiago de Chile, São Paulo–Guarulhos, Szöul–Incshon, Zaragoza | [ 72 ] |
| Avianca Cargo                   | Amszterdam, Asuncion, Baranquilla, Bogotá, Cali, Curitiba, Lima, Manaus, Medellín–JMC, Panama City, Quito, San José (CR), Santo Domingo–Las Américas | [ 72 ] |
| Cargojet Airways                | Bogotà, Campinas, Cincinnati, Guatemala City, Hamilton (ON), San Pedro Sula, San José (CR), Santo Domingo–Las Américas |        |
| Cargolux                        | Houston–Intercontinental, Luxembourg City, Quito | [ 72 ] |
| Cathay Pacific Cargo            | Anchorage, Atlanta, Houston–Intercontinental | [ 72 ] |
| China Airlines Cargo            | Anchorage, Los Angeles, Seattle/Tacoma | [ 72 ] |
| DHL Aviation                    | Anchorage, Atlanta, Bogotá, Brüsszel, Buenos Aires-Ezeiza, Campinas, Cincinnati, Greensboro, Guatemala City, Madrid, Nashville, Orlando, Panama City-Tocumen, San José (CR), San Pedro Sula, Santiago de Chile, Szöul–Incshon | [ 72 ] |
| Emirates SkyCargo               | Quito |        |
| Ethiopian Airlines Cargo        | Addisz Abeba, Bogotá, Brüsszel, Lagos, Liège, Zaragoza | [ 72 ] |
| FedEx                           | Atlanta, Bogotá, Indianapolis, Los Angeles, Medellín-JMC, Memphis, Newark, San Juan | [ 72 ] |
| FedEx Feeder                    | Freeport, Kingston–Norman Manley, Mérida, Nassau, San Pedro Sula | [ 72 ] |
| IBC Airways                     | Cap–Haïtien, Freeport, Grand Cayman, Havana, Kingston–Norman Manley, Montego Bay, Nassau, Port-au-Prince, Providenciales, Santiago de los Caballeros, Varadero | [ 72 ] |
| Kalitta Air                     | Buenos Aires–Ezeiza, Campinas, Cincinnati, Houston—Intercontinental |        |
| KLM Cargo operated by Martinair | Amszterdam, Bogotá, Campinas, Lima, Santiago de Chile | [ 72 ] |
| Korean Air Cargo                | Anchorage, Campinas, Lima, New York–JFK, Szöul–Incshon | [ 72 ] |
| LATAM Cargo Brasil              | Asunción, Belo Horizonte–Confins, Cabo Frio, Campinas, Curitiba, Manaus, Panama City-Tocumen, Porto Alegre, Rio de Janeiro–Galeão, Salvador, São José dos Campos, São Paulo–Guarulhos, Vitória |        |
| LATAM Cargo Chile               | Amszterdam, Bogotá, Buenos Aires–Ezeiza, Campinas, Ciudad del Este, Guatemala City, Lima, Montevideo, Santiago de Chile |        |
| LATAM Cargo Colombia            | Asunción, Barranquilla, Bogotá, Campinas, Cali, Florianópolis, Guatemala City, Huntsville, Lima, Manaus, Panama City-Tocumen, Quito, Santiago de Chile, Zaragoza |        |
| Mas Air                         | Guadalajara, Los Angeles, Mexico City, Panama City-Tocumen | [ 72 ] |
| National Airlines (N8)          | Anchorage |        |
| Northern Air Cargo              | Barbados, Georgetown—Cheddi Jagan, Kingston-Norman Manley, Lima, Paramaribo, Port of Spain, San Juan |        |
| Qatar Airways Cargo             | Doha, Liège, Quito |        |
| Sky Lease Cargo                 | Bogotá, Seattle/Tacoma |        |
| Transportes Aéreos Bolivianos   | Santa Cruz de la Sierra–Viru Viru | [ 72 ] |
| Turkish Cargo                   | Bogotá, Houston–Intercontinental, Isztambul, Maastricht/Aachen, Madrid, São Paulo–Guarulhos | [ 72 ] |
| United Parcel Service           | Atlanta, Bogotá, Campinas, Cedar Rapids/Iowa City, Chicago–O’Hare, Dallas/Fort Worth, Fort Lauderdale, Guatemala City, Guayaquil, Jacksonville (FL), Knoxville, Louisville, Managua, Memphis, Ontario (CA), Orlando, Panama City-Tocumen, Peoria, Philadelphia, Quito, San Antonio, San José (CR), Santo Domingo–Las Américas, Springfield/Branson, West Palm Beach Szezonális: Tampa | [ 72 ] |
| Western Global Airlines         | Bogotá, Ciudad del Este, Montevideo, Santiago de Chile |        |
| WestJet Cargo                   | Toronto–Pearson | [ 73 ] |
| XCargo                          | Kingston-Norman Manley |        |

## Futópályák
A repülőtér futópályái:
- 08L/26R (8600 ft, 150 ft, aszfalt)
- 08R/26L (10 506 ft, 200 ft, aszfalt)
- 09/27 (13 016 ft, 150 ft, aszfalt)
- 12/30 (9355 ft, 150 ft, aszfalt)

## Forgalom
Az utasforgalom az elmúlt években az alábbi módon változott:
| Utasok száma | 33 935 491 | 31 668 450 | 30 165 197 | 32 533 974 | 33 886 025 | 39 467 444 | 44 350 247 | 44 071 313 | 18 663 858 | 52 340 934 |
|              | 1998       | 2001       | 2004       | 2006       | 2009       | 2012       | 2015       | 2017       | 2020       | 2023       |